# Dijkgranietkorst
Dijkgranietkorst (Lecidea lapicida) is een korstmossoort uit de familie Lecideaceae. De soort is een bekende gastheersoort voor de korstmosachtige schimmelsoorten Muellerella erratica, Muellerella pygmaea en Rhizocarpon furax. Hij leeft in symbiose met de alg Chlorosarcinopsis.

## Determinatie

### Uiterlijke kenmerken
De thallus is kortvormig, onduidelijk en vormt meestal afzonderlijke, onregelmatige areolen van 0,1–0,4 mm dik. Areolen worden gescheiden door zwarte openingen. Hun oppervlak is glad en gebarsten, wit of lichtgrijs, soms oker, roestig of roodachtig van kleur als gevolg van aankoeking van ijzeroxide. De schors van de thallus is 10–30 μm dik, er is een algenlaag van 60–90 μm dik. Epihymenium groenachtig tot zwartbruin van kleur, 10–15 μm dik, hyaliene.
De zwartgerande apotheciën met een diameter van 1,2 tot 3 mm zijn vrij talrijk op de thallus. Ze hebben zwarte en matte, platte of licht bolle schijven, glad. Zwartbruine rand, 30-80 (120) μm in diameter. 

### Microscopische kenmerken
De sporen zijn kleurloos, ellipsvormig, ongesepteerd, 8,9–14,5 × 4,6–7,3 μm groot. De pycnidiën zijn ondergedompeld in de schimmel. Ze vormen cilindrische, enkelvoudige conidiosporen met afmetingen van (11,5–)12–16(–22) × 1–1,3 µm.

## Verspreiding
Dijkgranietkorst is wijdverspreid, vooral in gebieden met een koud en gematigd klimaat. Hij wordt gevonden op alle continenten behalve Afrika en Antarctica (maar wordt gevonden in Antarctica in Zuid-Orkney en Zuid-Georgia). Hij wordt gevonden in heel Europa. Hij komt voor op de Svalbard-archipel en de noordkust van Groenland.
In Nederland is dijkgranietkorst zeer zeldzaam en staat op de Nederlandse Rode Lijst in de categorie 'Gevoelig'.